# Nasenwühlen
Die Nasenwühlen (Rhinatrematidae) sind eine Familie der Schleichenlurche (Gymnophiona), die im tropischen Südamerika vorkommt.

## Merkmale
Nasenwühlen werden 16 bis 33 Zentimeter lang. Die meisten Arten sind einfarbig grau bis purpur gefärbt und sind im Vergleich zur Länge relativ dick. Rhinatrema bivittatum hat gelbe Streifen an den Flanken und ist schlank. Die gelben Seitenstreifen kommen auch bei einigen Epicrionops-Arten vor. Nasenwühlen haben zahlreiche Schädelknochen und offene Schädelfenster. Die Maulöffnung ist endständig. Nasenbein und Zwischenkieferbein sind getrennt. Diese Merkmale zeigen, dass sie nicht stark an ihre grabende Lebensweise angepasst sind. Der für Schleichenlurche typische doppelte Kieferschlussmechanismus, bei dem neben dem Kiefer-Adduktor ein zweites Muskelpaar für den Unterkiefer an den Oberkiefer heranführt, ist vorhanden, aber einfacher ausgebildet. Die Augen sind relativ groß und liegen dicht bei den Tentakeln.
Der Körper der Nasenwühlen ist durch umlaufende Hautfalten (Annuli) geringelt, die wiederum in sekundäre und tertiäre Annuli unterteilt sind. Im Vergleich zu fortschrittlicheren Schleichenlurchfamilien besitzen sie zahlreiche Schuppen. Ein Schwanz ist vorhanden, die Wirbelsäule reicht über die Kloake hinaus.

## Lebensweise
Nasenwühlen leben im von verrottendem Laub bedeckten Bodengrund tropischer Wälder in den sie auch ihre Eier legen. Die Larven sind aquatisch und haben eine Kiemenöffnung.

## Systematik
Nasenwühlen gelten als die ursprünglichste Schleichenlurchfamilie und stehen allen anderen als Schwestergruppe gegenüber (siehe das Kladogramm im Artikel
Schleichenlurche).

## Gattungen und Arten
Es gibt drei Gattungen mit 15 Arten:
- Gattung Amazops aus Ecuador
  - Amazops amazops[1]
- Gattung Epicrionops, Arten kommen im nordwestlichen Südamerika von Venezuela bis Peru vor.
  - Epicrionops bicolor
  - Epicrionops columbianus
  - Epicrionops lativittatus
  - Epicrionops marmoratus
  - Epicrionops parkeri
  - Epicrionops peruvianus
  - Epicrionops petersi
- Gattung Rhinatrema kommt im nordöstlichen Südamerika, den drei Guayanas vor.
  - Rhinatrema bivittatum
  - Rhinatrema gilbertogili
  - Rhinatrema niger
  - Rhinatrema ron
  - Rhinatrema shiv
  - Rhinatrema uaiuai
  - Rhinatrema bivittatum